# Invitation à la danse (film, 1956)
Pour les articles homonymes, voir Invitation à la danse.
Pour plus de détails, voir Fiche technique et Distribution.
Invitation à la danse (Invitation to the Dance) est un film musical américain réalisé par Gene Kelly, sorti en 1956.
Il remporte l'Ours d'or du meilleur film cette même année.

## Fiche technique
- Titre : Invitation à la danse
- Titre original : Invitation to the Dance
- Réalisation : Gene Kelly
- Scénario : Gene Kelly
- Direction artistique : Randall Duell, Cedric Gibbons et Alfred Junge
- Costumes : Rolf Gerard, Elizabeth Haffenden
- Photographie : Joseph Ruttenberg, Freddie Young
- Montage : Raymond Poulton
- Animation : Fred Quimby et William Hanna
- Musique : André Previn
- Son : Wesley C. Miller, A.W. Watkins
- Direction musicale : Lela Simone
- Chorégraphie : Gene Kelly
- Production : Arthur Freed
- Société de production : Metro-Goldwyn-Mayer
- Société de distribution : Metro-Goldwyn-Mayer
- Budget : 1,5 million [$][1]
- Pays de production :  États-Unis
- Langue : anglais
- Format : Couleurs (Technicolor) - 35 mm - 1,37:1 - Son mono
- Genre : film musical et fantastique
- Durée : 93 minutes
- Dates de sortie :
  - États-Unis : 15 mai 1956
  - France : 5 octobre 1956

## Distribution
- Gene Kelly : présentateur / Pierrot / le marin / Sinbad
- Igor Youskevitch (en) : l'amoureux / l'artiste
- Claire Sombert : l'aimée
- Tamara Toumanova : un passant
- Diana Adams : une vendeuse de chapeaux
- Tommy Rall : un petit ami
- Belita : la femme fatale
- David Paltenghi (en) : le mari
- Daphne Dale : sa femme
- Claude Bessy : le mannequin
- Irving Davies : le crooner
- Carol Haney : Shéhérazade
- David Kasday : le génie
- André Previn : le compositeur

## Récompenses et distinctions

### Récompenses
- Ours d'or du meilleur film au Festival de Berlin en 1956.

### Nominations
- Prix de la meilleure photographie par la British Society of Cinematographers.

## Autour du film
- Le tournage s'est déroulé à Londres[1].